# فرودگاه صحرایی فافو

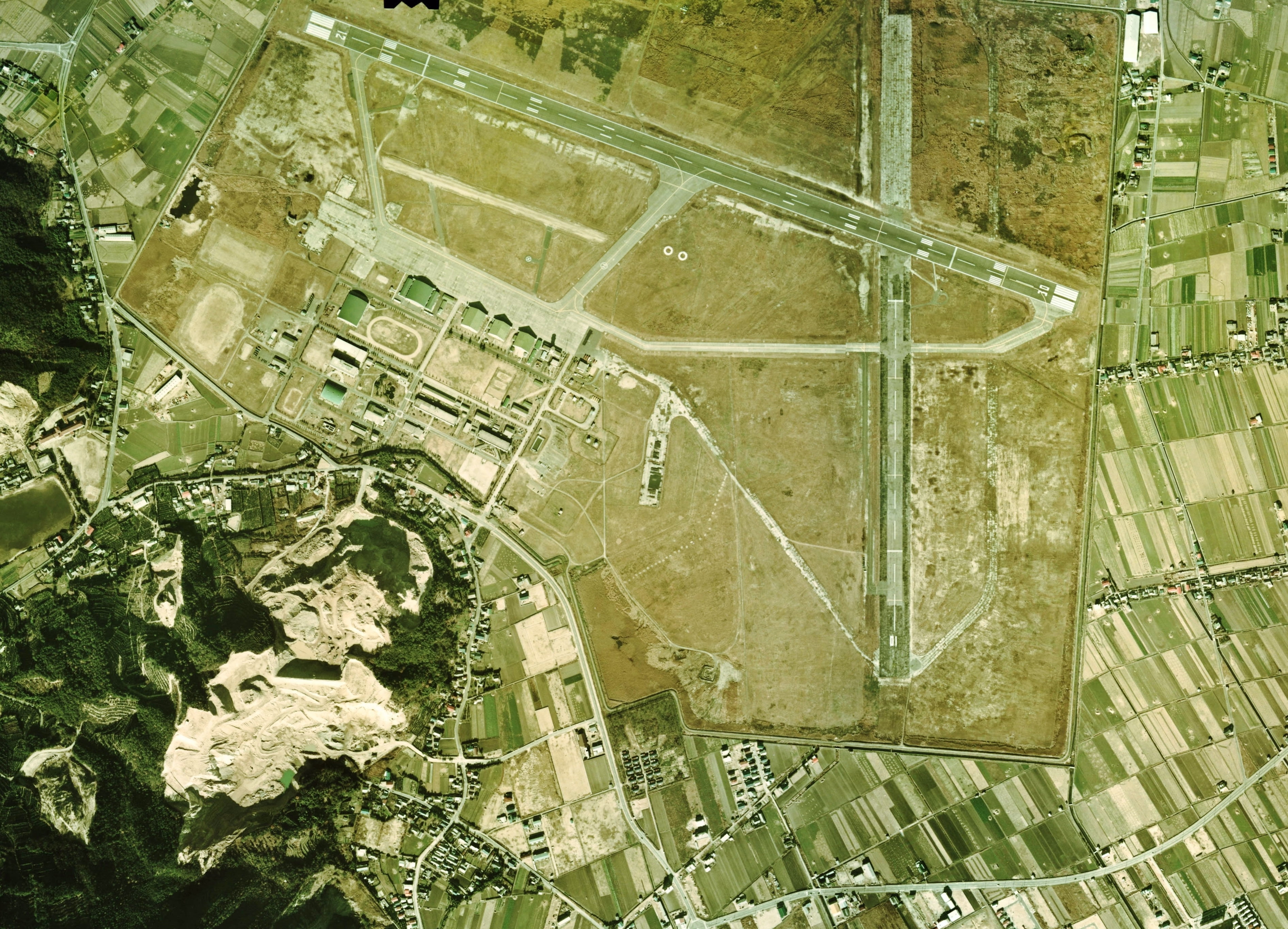
فرودگاه صحرایی فافو

فرودگاه صحرایی فافو (به انگلیسی: Hōfu Air Field) یک فرودگاه نظامی است که یک باند فرود آسفالت دارد و طول باند آن ۱۱۸۰ متر است. این فرودگاه در شهر هوفو، یاماگوچی کشور ژاپن قرار دارد .